# Виродок (фільм, 1919)
«Виродок» (англ. The Brat) — американська драма режисера Герберта Блаше 1919 року.

## Сюжет
Неохайну дівчину заарештовано за незначним звинуваченням. У суді вона помічає романіста, який шукає когось її типу, щоб змалювати персонажа в книзі, котру він пише. Письменник бере дівчину в свій будинок, де вона зверхньо дивиться на його сім'ю. Але дівчина приносить щось нове для цієї сім'ї.

## У ролях
- Алла Назімова — виродок
- Чарльз Браянт — МакМіллан Форрестер
- Емі Венесс — місіс Форрестер
- Френк Курр'є — єпископ
- Даррел Фосс — Стівен Форрестер
- Бонні Гілл — Анжела
- Мілла Девенпорт — тітка дівчини
- Генрі Колкер — Денді
- Етелберт Кнотт — дворецький